# Gustaw Ehrenberg

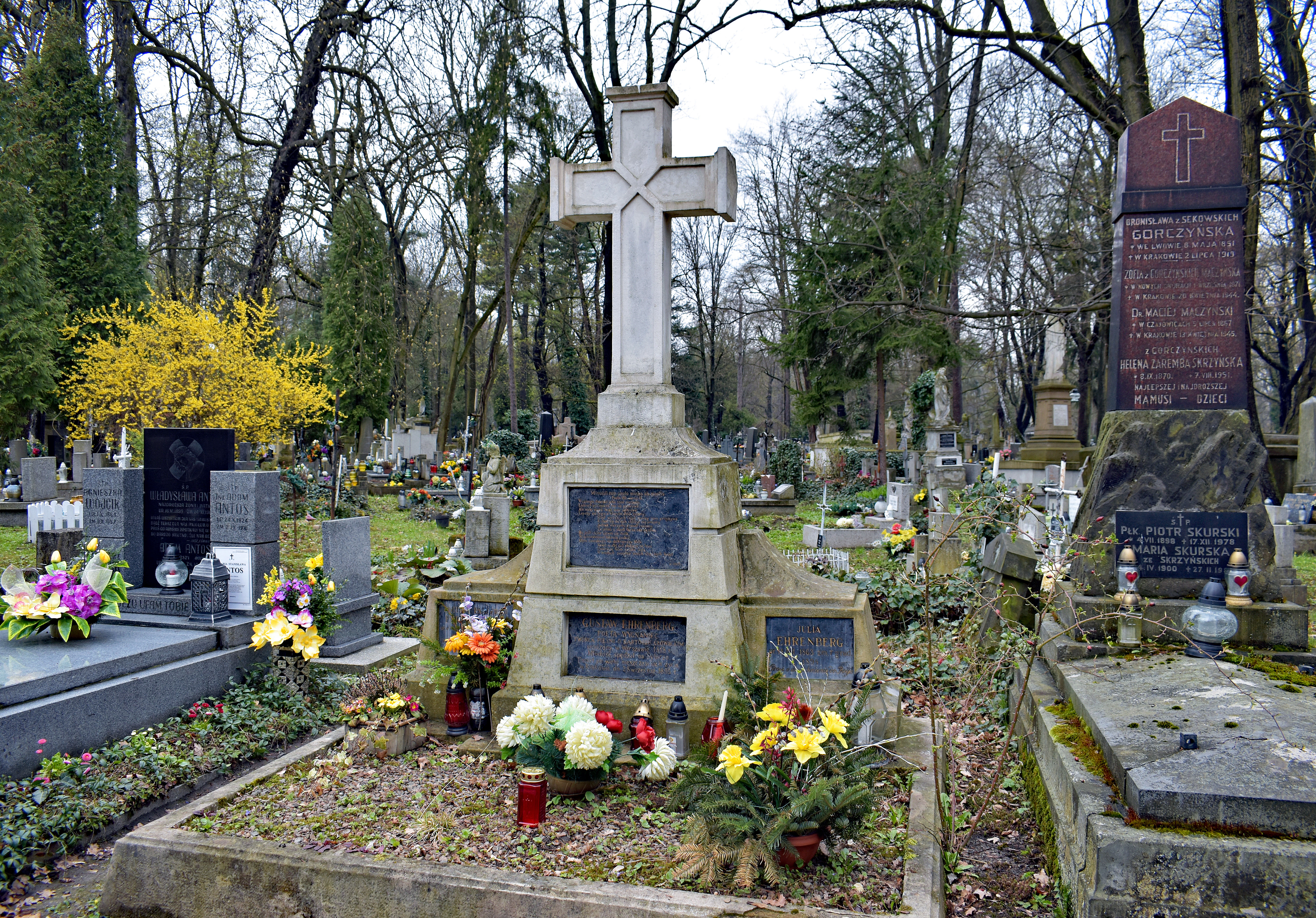
Grób Ehrenbergów na cmentarzu Rakowickim

Gustaw Ehrenberg (ur. 14 lutego 1818 w Warszawie, zm. 28 września 1895 w Krakowie) – poeta i działacz tajnego Stowarzyszenia Ludu Polskiego, autor hymnu ruchu ludowego, Gdy naród do boju wystąpił z orężem.

## Życiorys
Był synem cara Aleksandra I i Heleny z Dzierżanowskich Rautenstrauchowej. Świadczy o tym zachowana korespondencja matki z carem i wieloletnie zapomogi, jakie dwór petersburski wysyłał na jego wychowanie i wykształcenie. Sam podawał się za syna Pawła Ehrenberga, piekarza warszawskiego, który chyba mu tylko nadał nazwisko, podając go do chrztu, i Weroniki z Dzierżanowskich. Wychowywał się w domu carskiego ministra barona von Mohrenheima.
W latach 1825–1830 Ehrenberg uczęszczał do Liceum Warszawskiego. Maturę zdał prywatnie w roku 1832, po zamknięciu liceum przez władze rosyjskie. Działalność konspiracyjną rozpoczął w 1833. W 1836 został członkiem Stowarzyszenia Ludu Polskiego. Prowadził agitację wśród ludu oraz tajne wykłady. Aresztowany po raz pierwszy w 1837. Za działalność konspiracyjną w 1838 roku skazano go w imieniu cara Mikołaja I na śmierć. Ułaskawiony w ostatniej chwili, został zesłany na Syberię, gdzie przebywał do 1859 roku. Po powrocie z zesłania wrócił do Warszawy, gdzie natychmiast osadzono go powtórnie w więzieniu. Współpracował z „Gazetą Polską”, „Gazetą Warszawską”, „Biblioteką Warszawską”. Żonaty z Felicją z Pancerów, a następnie z jej siostrą Emilią, miał syna Kazimierza (1870–1932), redaktora „Czasu”. Został pochowany na cmentarzu Rakowickim w Krakowie (kwatera Y, wsch.).

## Twórczość
Gustaw Ehrenberg debiutował rozprawami z estetyki. Był autorem zbiorku poezji Dźwięki minionych lat, który oficjalnie ukazał się w Paryżu w 1848 roku. Opublikowano w nim po raz pierwszy polską pieśń rewolucyjną Gdy naród do boju wystąpił z orężem, napisaną przez Ehrenberga w 1836. Wiersz ten, odnoszący się do wydarzeń powstania listopadowego, przeciwstawiał kunktatorskich magnatów patriotycznie nastawionemu ludowi.
Ehrenberg uprawiał lirykę tyrtejską, której przykładem jest wiersz Szubienica Zawiszy. Utwór ten upamiętnia postać Artura Zawiszy, straconego w 1833 uczestnika partyzantki Zaliwskiego.
Ehrenberg tłumaczył też literaturę. Przełożył m.in. Zimową powieść Szekspira (z języka angielskiego; wyd. 1871) oraz Życie nowe Dantego (z włoskiego; wyd. 1880).